# Колотаурі
Колотаурі (груз. კოლოტაური) — село в Грузії.
За даними перепису населення 2014 року в селі проживає 473 особи.